# جون اندكفيست
جون اندكفيست (بالسويدية: John Lundqvist)‏ هو مهندس معماري سويدي، ولد في 2 أكتوبر 1882، وتوفي في 2 يونيو 1972.

## وصلات خارجية
- جون اندكفيست على موقع أوليمبيديا (الإنجليزية)